# Gonomyia (Gonomyia) triformis
Gonomyia (Gonomyia) triformis is een tweevleugelige uit de familie steltmuggen (Limoniidae). De soort komt voor in het Nearctisch gebied.